# El refugio
El refugio é uma telenovela mexicana, produzida pela Televisa e exibida em 1965 pelo Telesistema Mexicano.

## Elenco
- Ofelia Guilmáin
- Aarón Hernán
- Fanny Schiller
- José Carlos Ruiz